# Порт-де-Сент-Уэн (станция метро)
Порт-де-Сент-Уэн (фр. Porte de Saint-Ouen) — станция линии 13 Парижского метрополитена, расположенная на границе XVII и XVIII округов Парижа. Названа по одноимённой развязке с Периферик (бывшей заставой стены Тьера, ликвидированной в 1920-х годах)

## История
- Станция открылась 26 февраля 1911 года в конце пускового участка Сен-Лазар — Порт-де-Сент-Уэн, образовавшего тогдашнюю линию B компании Север-Юг. В 1931 году станция была переподчинена CMP и вошла в состав линии 13, однако от времён компании Север-Юг было частично сохранено оформление. До 1952 года, когда линия была продлена в коммуну Сент-Уэн, станция была конечной. 24 ноября 2018 года открылась наземная пересадка на линию трамвая № 3b.
- Пассажиропоток по станции по входу в 2013 году, по данным RATP, составил 3 762 943 человек (138 место по уровню входного пассажиропотока в Парижском метро)[2].

## Путевое развитие
К северу от станции располагаются пошёрстный съезд и два тупика: улавливающий и для отстоя одного состава.

## Галерея

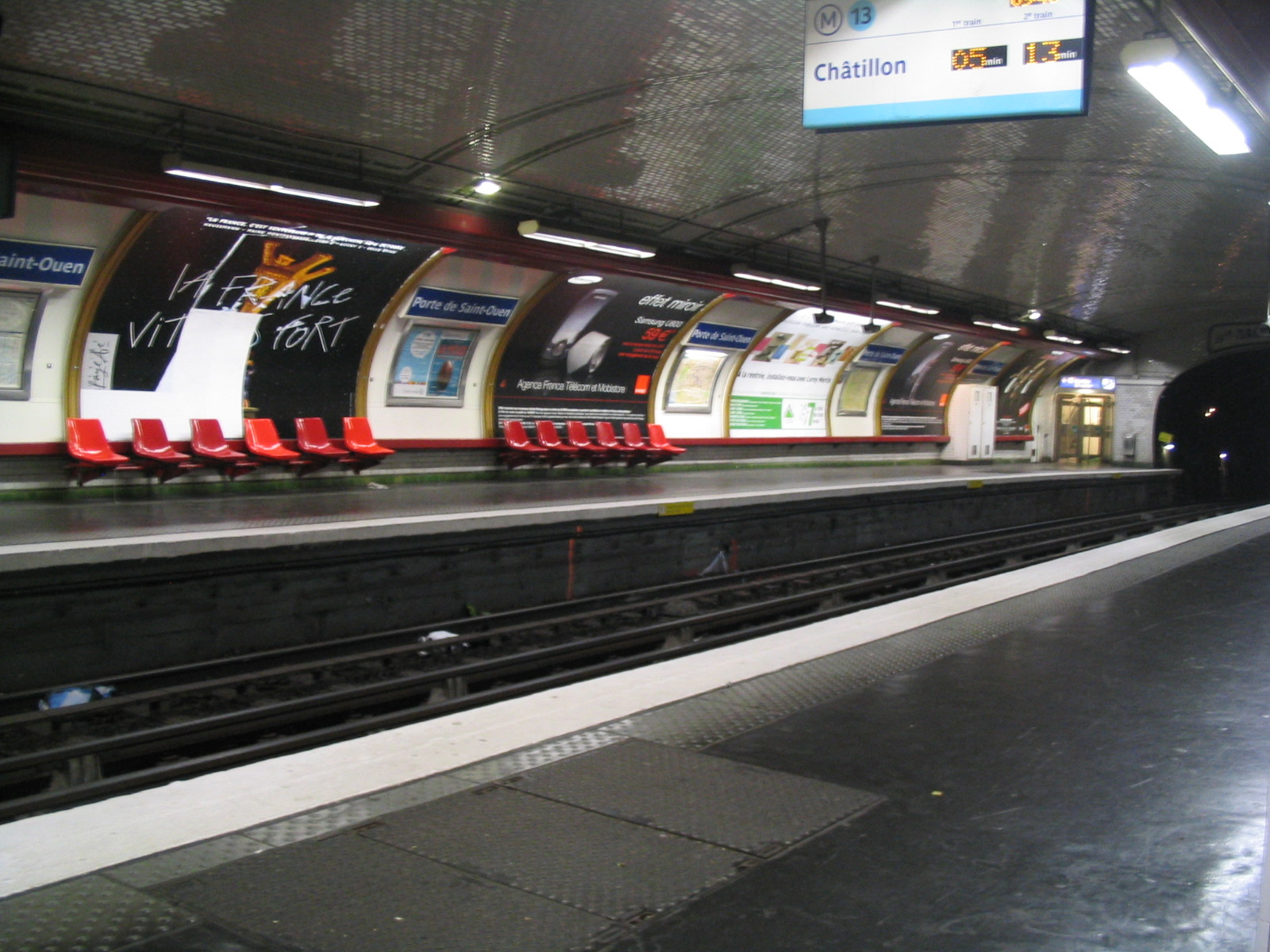
Зал станции в ином освещении